# Star Trek: Starfleet Academy
Star Trek: Starfleet Academy è una serie televisiva statunitense creata da Gaia Violo per il servizio di video on demand Paramount+. È la dodicesima serie del media franchise Star Trek (quattordicesima contando anche antologiche e webserie), nona live-action, e fa parte dell'universo espanso creato da Alex Kurtzman.
Kerrice Brooks, Bella Shepard, George Hawkins, Karim Diané, Zoë Steiner e Sandro Rosta interpretano i cadetti dell'Accademia della Flotta Stellare, recitando al fianco di Holly Hunter, Tig Notaro e Robert Picardo. Una serie basata sull'Accademia della Flotta è stata in sviluppo per diversi anni prima di ricevere un ordine ufficiale a marzo 2023, con Kurtzman e Noga Landau come showrunner. La produzione è iniziata nell'agosto 2024 presso i Pinewood Toronto Studios di Toronto, in Canada.
Star Trek: Starfleet Academy sarà pubblicata su Paramount+ nel 2026. Una seconda stagione è in sviluppo.

## Trama
La serie è ambientata nel 32° secolo, il lontano futuro dove la Flotta Stellare e la Federazione dei Pianeti Uniti si stanno riprendendo da un evento catastrofico. In questo periodo viene addestrata la prima nuova classe di cadetti della Flotta Stellare in oltre un secolo mentre raggiungono la maggiore età e studiano per diventare ufficiali. Vengono istruiti a bordo della USS Athena, una nave scuola dell'Accademia della Flotta Stellare a San Francisco, ma che può anche essere schierata con il resto della flotta.

## Personaggi e interpreti

### Personaggi principali
- Nahla Ake, interpretata da Holly Hunter.[8]
Cancelliera lanthanitiana dell'Accademia della Flotta Stellare e capitano della USS Athena.[9][10]

- Caleb Mir, interpretato da Sandro Rosta.[11]
Un orfano umano disilluso dalla Flotta Stellare che è stato in fuga per gran parte della sua vita. Si unisce all'Accademia per trovare sua madre.[9][10][2]

- Jay-Den Kraag, interpretato da Karim Diané.[12]
Cadetto klingon delle divisione Scienze.[9][2]

- Series Acclimation Mil o "SAM", interpretata da Kerrice Brooks.[13]
Cadetta della divisione Operazioni appartenente ai Kasqian, una specie olografica.[9][10][2]

- Darem Reymi, interpretato da George Hawkins.[13]
Cadetto della specie dei Khioniani, divisione Comando.[9][2]

- Genesis Lythe, interpretata da Bella Shepard.[13]
Cadetta della specie Dar-Sha, divisione Comando.[9]

- Tarima Sadal, interpretata da Zoë Steiner.[12]
Cadetta betazioide, figlia del presidente di Betazed.[9]

- Jett Reno, interpretata da Tig Notaro.
Ingegnera della USS Discovery.[14]

- Il Dottore, interpretato da Robert Picardo.
Insegnante olografico dell'Accademia.[14]

### Personaggi secondari
- Nus Braka, interpretato da Paul Giamatti.[15]
Un ibrido klingon/tellarite con un oscuro passato.[9][2]

- Lura Thok, interpretata da Gina Yashere.[16]
Istruttrice dell'Accademia. Ibrida klingon/jem'hadar, è il Primo Ufficiale della USS Athena.[9]

### Guest
- Sylvia Tilly, interpretata da Mary Wiseman.
Istruttrice dell'Accademia che ha prestato servizio sulla USS Discovery.[14][17]
- Charles Vance, interpretato da Oded Fehr.
Ammiraglio di flotta, comandante in capo della Flotta Stellare.[14]
- Un membro della plancia, interpretata da Becky Lynch.[18]

## Produzione

### Sviluppo
Nel giugno 2018, dopo essere diventato unico showrunner della serie Star Trek: Discovery, Alex Kurtzman ha firmato un accordo complessivo quinquennale con CBS Television Studios per espandere il franchise di Star Trek oltre Discovery a diverse nuove serie, miniserie e serie animate. Una serie pianificata come parte di questo accordo era un progetto incentrato sui giovani e ambientato nell'Accademia della Flotta Stellare. È stato sviluppato da Stephanie Savage e Josh Schwartz, noti per aver creato altre serie televisive incentrate sui giovani adulti. Il progetto era ancora in fase di sviluppo nel gennaio 2020, ma l'inizio della produzione non era previsto prima del 2021. Nel febbraio 2021 Kurtzman ha affermato che era improbabile che una nuova serie venisse aggiunta alla lista di serie dello Star Trek Universe del servizio di streaming Paramount+ fino a quando una delle cinque serie esistenti non fosse giunta al termine, ma lo sviluppo della serie Starfleet Academy è stato riconfermato in agosto, e un mese dopo Kurtzman lo diede come esempio specifico di una futura serie di Star Trek che era entusiasta di realizzare e su cui aveva avuto "molte conversazioni".
Nel febbraio 2022 Kurtzman disse che il suo team stava pianificando progetti di Star Trek che sarebbero stati pubblicati due o tre anni dopo, tra cui Star Trek: Section 31 e una nuova serie su cui non voleva fornire dettagli. Poco dopo venne segnalato che una nuova versione di Starfleet Academy era in fase di sviluppo con la sceneggiatrice Gaia Violo; si prevedeva che sarebbe stata presentata a Paramount+ poco dopo, con l'inizio della produzione previsto entro un anno come serie successiva a Section 31. A maggio, Kurtzman confermò che Section 31 e Starfleet Academy erano i due progetti in sviluppo su cui lui e il suo team si stavano concentrando. Quel dicembre, Kevin e Dan Hageman dissero di aver cambiato i piani per la loro serie animata Star Trek: Prodigy, che originariamente avrebbe mostrato i suoi giovani protagonisti unirsi all'Accademia della Flotta Stellare, in parte per evitare di coprire lo stesso argomento di Starfleet Academy.
Nel marzo 2023, dopo aver rivelato che Discovery sarebbe terminata nel 2024 con la sua quinta stagione, Paramount+ ha annunciato che Starfleet Academy era stata ordinata. Kurtzman e Noga Landau sono stati scelti come showrunner e produttori esecutivi insieme a Violo, Aaron Baiers, Jenny Lumet, Rod Roddenberry, Trevor Roth, Frank Siracusa e John Weber. Olatunde Osunsanmi, regista di Discovery e di Section 31 (nel frattempo divenuto film), è stato aggiunto come altro produttore esecutivo nell'agosto 2024. La prima stagione è composta da 10 episodi. Kurtzman ha annunciato nell'ottobre 2024 che è stata ordinata una seconda stagione.

### Sceneggiatura
La write room aveva sede negli uffici del Secret Hideout di Kurtzman a Santa Monica. Al momento dell'annuncio ufficiale della serie, Violo aveva scritto il primo episodio e Tawny Newsome era stata assunta come sceneggiatrice. Newsome, che dà la voce a Beckett Mariner nella serie animata Star Trek: Lower Decks, è la prima attrice di Star Trek ad essere stata assunta come sceneggiatrice di una serie. Kurtzman ha chiesto a Newsome di unirsi alla serie dopo essere rimasto colpito dalle sue capacità di improvvisazione durante le riprese dell'episodio crossover Tutti onorati scienziati di Star Trek: Strange New Worlds. Ci si aspettava che le sceneggiatrici e gli sceneggiatori finissero il lavoro sulla serie entro la fine del 2023, ma ciò è stato ritardato dallo sciopero della Writers Guild of America del 2023. Sono tornati al lavoro a metà ottobre dopo la fine dello sciopero a fine settembre, e nel marzo 2024 erano a metà della prima stagione. Nel gennaio 2025 si mettono a lavoro per la seconda stagione.
La serie è ambientata nel 32º secolo, l'era del lontano futuro di Star Trek introdotto in Discovery. Kurtzman sentiva che i personaggi della serie, che sono una nuova generazione di ufficiali della Flotta Stellare che stanno ereditando "sfide enormi, enormi", erano facilmente identificabili con la "generazione attuale" che avrebbe guardato la serie. Newsome ha detto che la serie era rivolta a una generazione più giovane rispetto alle precedenti serie live-action di Star Trek, ma ha aggiunto che c'erano scrittori nello staff che erano "veri segugi canonici" e volevano assicurarsi che la serie rimanesse fedele al franchise per rispetto ai trekkers più anziani. Oltre a fungere da metafora per le sfide del mondo reale, l'ambientazione del 32º secolo ha dato agli sceneggiatori una certa libertà rispetto al canone esistente di Star Trek e li ha aiutati a introdurre nuovi giovani fan al franchise senza dover conoscere i dettagli delle serie passate. Kurtzman ha incoraggiato gli sceneggiatori a fondare la serie sulla scienza e a chiedere ai personaggi principali di usare la scienza per risolvere i loro problemi. La serie ha un nuovo formato per il franchise che Kurtzman ha descritto come "ibrido".
I precedenti tentativi di sviluppare Starfleet Academy hanno avuto difficoltà a utilizzare i tradizionali concetti di avventura ed esplorazione spaziale di Star Trek in una serie basata sul contesto scolastico. La loro soluzione è stata quella di ambientare la serie sulla USS Athena, un'astronave che attracca al campus dell'Accademia della Flotta Stellare a San Francisco ma può anche essere schierata con il resto della flotta. Kurtzman ha paragonato questo sistema agli ospedali universitari, con i cadetti in grado di imparare sul campo con veri ufficiali della Flotta Stellare, consentendo episodi in cui i cadetti incontrano nuove specie, apprendono nozioni di diplomazia e trovano il loro posto all'interno della Flotta Stellare. Landau ha affermato che ogni episodio esplora anche un diverso aspetto del passaggio all'età adulta, combinando scherzi e romanticismo con incontri e conflitti alieni, e voleva che il pubblico traesse da ogni episodio la sensazione di voler frequentare l'Accademia della Flotta Stellare. Kurtzman ha affermato che gli autori avevano una regola per cui gli istruttori dovevano essere interessanti e divertenti quanto i cadetti, simili agli insegnanti di Hogwarts nella saga di Harry Potter.

### Casting
Nella quarta stagione di Discovery, Sylvia Tilly, interpretata da Mary Wiseman, diventa insegnante all'Accademia della Flotta. Questa trama ha portato a speculare sulla possibilità che Wiseman avrebbe ripreso il suo ruolo in Starfleet Academy. C'erano state anche speculazioni su altre star di Discovery che sarebbero apparse come ospiti nella serie. Nel marzo 2024 Kurtzman ha riferito che il casting per i cadetti doveva ancora iniziare, ma alcuni dei ruoli adulti della serie erano già stati coperti. Doug Jones ha espresso interesse a riprendere il ruolo di Saru come "oratore ospite", ma poi ha riferito di non essere stato contattato al riguardo.
Nel maggio 2024 è stato rivelato che Holly Hunter sarebbe stata scelta come cancelliera dell'Accademia della Flotta, un ruolo da protagonista. Il personaggio è stato scritto pensando a Hunter, ma gli sceneggiatori non si aspettavano che fosse interessata e sono rimasti sorpresi quando "ha firmato subito". A giugno Paul Giamatti è stato scelto per il ruolo ricorrente del principale “cattivo” della prima stagione. Kurtzman ha chiesto a Giamatti di unirsi alla serie dopo che l'attore aveva manifestato il suo amore per Star Trek desiderando di interpretare un Klingon mentre promuoveva il suo film The Holdovers (2023). Giamatti era entusiasta per essere stato scelto e gli è stata data la possibilità di scegliere i ruoli da ospite nella stagione. Kurtzman è rimasto sorpreso quando l'attore ha scelto di interpretare il “cattivo”, supponendo che avrebbe voluto un ruolo di un solo episodio a causa del suo fitto programma. A luglio è stato annunciato un ulteriore casting: Kerrice Brooks, Bella Shepard, George Hawkins, Karim Diané e Zoë Steiner avrebbero interpretato i cadetti; Gina Yashere è stata aggiunta nel ruolo ricorrente di istruttrice; è stato annunciato che saranno protagonisti anche Tig Notaro e Robert Picardo, che riprendono i rispettivi ruoli di Jett Reno di Discovery e del Dottore di Voyager; ed è stato confermato che Wiseman tornerà nei panni di Tilly in un ruolo da ospite insieme a Oded Fehr nei panni dell'ammiraglio Charles Vance. Picardo ha affermato che è stato "sbalorditivo" interpretare un personaggio con una memoria digitale così lunga, che ricorda chiaramente le "36 generazioni di colleghi organici" vissute e morte dai tempi del suo impiego sulla USS Voyager originale nella serie omonima (1995-2001); ha aggiunto che il Dottore in Starfleet Academy è "come lo ricordiamo, ma più profondo". Lo showrunner Alex Kurtzman ha aggiunto il personaggio alla serie dopo averlo visto lavorare con successo come insegnante per i giovani cadetti nella serie animata Star Trek: Prodigy (2021-2024), ritenendo che ha senso che il Dottore continui a ricoprire quel ruolo in futuro. Sandro Rosta è stato scelto come altro cadetto in agosto, e in ottobre è stato rivelato che Tatiana Maslany avrebbe avuto un ruolo da ospite ricorrente nella prima stagione. A dicembre, Becky Lynch ha rivelato di essere stata scelta come membro dell'equipaggio di plancia.

### Scenografia e costumi
Lo scenografo della serie è Matthew Davies. Il set dell'atrio dell'Accademia della Flotta è il più grande mai costruito per una serie Star Trek e riempie il più grande palco del Canada, che è di 4260 m². Il set presenta sala mensa, anfiteatro, aule, passerelle, alberi e una vista del Golden Gate Bridge di San Francisco. Come per Discovery, la costumista di Starfleet Academy è Gersha Phillips, affiancata da Avery Plewes; Phillips ha affermato che Kurtzman ha dato loro istruzioni per rendere le uniformi della Flotta Stellare "alla moda, cool e accattivanti per il pubblico giovane".

### Riprese
Le riprese avrebbero dovuto iniziare all'inizio del 2024, prima che la produzione fosse ritardata dallo sciopero della Writers Guild of America del 2023. Nel marzo 2024 Kurtzman ha detto che le riprese sarebbero iniziate quell'anno ai Pinewood Toronto Studios, dove sono stati girati la serie Discovery e il film Section 31. Le riprese sono iniziate il 26 agosto 2024, con Kurtzman che dirige i primi due episodi. Gli esterni sono stati girati nell'area di Waterloo, in Ontario, con il titolo di lavoro "Ivory Tower". Alla fine di ottobre, Kurtzman stava ancora girando i suoi episodi. Altri due registi della prima stagione sono Osunsanmi e Jonathan Frakes. Frakes in precedenza aveva detto che non avrebbe potuto dirigere un episodio della stagione perché sarebbe stato occupato con il matrimonio di suo figlio. A metà gennaio 2025 Kurtzman ha dichiarato che sono rimaste due settimane di produzione per la prima stagione e che le riprese previste per la seconda stagione sarebbero iniziate a metà di quell'anno. Le riprese della prima stagione sono ufficialmente terminate il 10 febbraio. La pre-produzione nella seconda stagione è iniziata a giugno, le riprese inizieranno il 27 agosto a Pinewood e continueranno fino al 2026.

## Colonna sonora
Jeff Russo, già autore delle musiche di Discovery, Section 31 e altri prodotti del franchise, è stato scelto per comporre anche la colonna sonora di Starfleet Academy.

## Promozione
Kurtzman e Landau hanno promosso la serie durante un panel sullo Star Trek Universe al Comic-Con di San Diego nel luglio 2024, dove sono stati annunciati membri del cast che arrivano dalle precedenti serie del franchise. Nello stesso panel hanno pubblicato un video che mostra i giovani attori che interpretano i cadetti. Picardo ha fatto un'apparizione a sorpresa in un'altra conferenza sullo Star Trek Universe a ottobre, al Comic Con di New York dove, in un live streaming dal set della serie assieme a Kurtzman, Rosta, Brooks, Shepard, Hawkins, Diané e Steiner, ha annunciato l'ordine della seconda stagione e l'assunzione di Tatiana Maslany.
Picardo ha moderato un altro panel del Comic-Con di San Diego nel luglio 2025, dove Kurtzman, Landau, Hunter, Rosta, Diané, Brooks, Hawkins e Shepard hanno rivelato dettagli sui personaggi e sulla trama. Il primo trailer è stato mostrato qui in anteprima, prima di essere pubblicato online.

## Distribuzione
Star Trek: Starfleet Academy sarà pubblicato nel 2026 sul servizio di video on demand Paramount+. La prima stagione è composta da 10 episodi. Il trailer è stato pubblicato il 26 luglio 2025.

#### Annotazioni
1. ↑  Si veda Star Trek: Discovery (2017-2024).[4][5]

#### Fonti
1. 1 2 3 4 5 6  (EN) Samantha Coley, 'Star Trek: Starfleet Academy' Sets Filming Window & Episode Count [Exclusive], in Collider, 11 marzo 2024. URL consultato il 18 gennaio 2025.
2. 1 2 3 4 5 6  (EN) ‘Star Trek: Starfleet Academy’ Debuts Hopeful First Trailer With Holly Hunter and Paul Giamatti, su Variety, 26 luglio 2025. URL consultato il 31 luglio 2025.
3. 1 2 3 4 5  (EN) Emmy Award Winner Tatiana Maslany to Guest Star in Star Trek: Starfleet Academy, su Star Trek official, 19 ottobre 2024. URL consultato il 17 gennaio 2025.
4. 1 2 3 4 5 6  (EN) Neil Jamieson, The Future of ‘Star Trek’: From ‘Starfleet Academy’ to New Movies and Michelle Yeoh, How the 58-Year-Old Franchise Is Planning for the Next Generation of Fans, su Variety, 27 marzo 2024. URL consultato il 16 gennaio 2025.
5. ↑  (EN) John Orquiola, Star Trek Discovery: Every Starfleet & Federation Change In The 32nd Century, su ScreenRant, 12 novembre 2020. URL consultato il 16 gennaio 2025.
6. 1 2 3  (EN) Denise Petski, ‘Star Trek: Starfleet Academy’ Gets Series Greenlight At Paramount+, su Deadline, 30 marzo 2023. URL consultato il 16 gennaio 2025.
7. 1 2  (EN) Rob London e Steven Weintraub, Star Trek's New 'Starfleet Academy' Series Isn't Even Out and It's Already Breaking Records [Exclusive], su Collider, 27 luglio 2025. URL consultato il 31 luglio 2025 (archiviato dall'url originale il 28 luglio 2025).
8. 1 2  (EN) ‘Star Trek: Starfleet Academy’ Series Casts Holly Hunter in Main Role, su Variety, 21 maggio 2024. URL consultato il 17 gennaio 2025.
9. 1 2 3 4 5 6 7 8 9 10 11  (EN) Star Trek: Starfleet Academy Drops Official First Look Teaser Trailer, su Star Trek official, 26 luglio 2025. URL consultato il 31 luglio 2025.
10. 1 2 3 4  (EN) Cheryl Eddy, 'Star Trek: Starfleet Academy' Cast and Creators Lift the Lid on Their New Series, su Gizmodo, 27 luglio 2025. URL consultato il 31 luglio 2025.
11. 1 2  (EN) ‘Star Trek: Starfleet Academy’ Paramount+ Series Casts Sandro Rosta, su Variety, 14 agosto 2024. URL consultato il 17 gennaio 2025.
12. 1 2 3  (EN) ‘Star Trek: Starfleet Academy’ Adds Karim Diané, Zoë Steiner to Cast, su Variety, 18 luglio 2024. URL consultato il 17 gennaio 2025.
13. 1 2 3 4  (EN) Denise Petski, ‘Star Trek: Starfleet Academy’ Adds Kerrice Brooks, Bella Shepard & George Hawkins To Cast, su Deadline, 9 luglio 2024. URL consultato il 17 gennaio 2025.
14. 1 2 3 4 5 6  (EN) ‘Starfleet Academy’ Adds ‘Star Trek’ Alums Robert Picardo and Tig Notaro as Series Regulars, Mary Wiseman and Oded Fehr as Guest Stars, su Variety, 27 luglio 2024. URL consultato il 17 gennaio 2025.
15. 1 2  (EN) Lesley Goldberg, Paul Giamatti Boards ‘Star Trek: Starfleet Academy’, in The Hollywood Reporter, 11 giugno 2024. URL consultato il 17 gennaio 2025.
16. 1 2  (EN) Denise Petski, ‘Star Trek: Starfleet Academy’ Adds Gina Yashere As Recurring, su Deadline, 26 luglio 2024. URL consultato il 17 gennaio 2025.
17. 1 2  (EN) Matt Patches, Star Trek: Starfleet Academy officially a go at Paramount Plus, su Polygon, 30 marzo 2023. URL consultato il 17 gennaio 2025.
18. 1 2  (EN) Lauren Coates, WWE’s Becky Lynch Announces She Has Joined the Cast of ‘Star Trek: Starfleet Academy’, in Variety, 16 dicembre 2024. URL consultato il 17 gennaio 2025.
19. ↑  (EN) Joe Otterson, Alex Kurtzman Sets Five-Year CBS TV Studios Pact, Will Oversee Expanded ‘Star Trek’ Universe, in Variety, 19 giugno 2018. URL consultato il 18 gennaio 2025.
20. ↑  (EN) Lesley Goldberg, ‘Star Trek’: Second Animated Series, More ‘Short Treks’ Coming to CBS All Access (Exclusive), in The Hollywood Reporter, 8 gennaio 2019. URL consultato il 18 gennaio 2025.
21. ↑  (EN) Emre Kaya, Exclusive: CBS TV Studios Renews Fleet of 'Star Trek' Shows, Including 'Discovery' & 'Short Treks', in The GWW, 7 gennaio 2020. URL consultato il 18 gennaio 2025.
22. ↑  (EN) Adam B. Vary, Inside the ‘Star Trek’ Universe of New Shows and Kids’ Fare on Paramount Plus, in Variety, 24 febbraio 2021. URL consultato il 18 gennaio 2025.
23. ↑  (EN) Nicole Sperling, Can Paramount+ Succeed? One Producer Hopes to Make It So., in The New York Times, 1º agosto 2021. URL consultato il 18 gennaio 2025 (archiviato il 1º agosto 2021).
24. ↑  (EN) Anthony Pascale, Alex Kurtzman Talks ‘Starfleet Academy’ Series, “Very Excited” About Potential Future Star Trek Show, su TrekMovie, 10 settembre 2021. URL consultato il 18 gennaio 2025.
25. ↑  (EN) Jennifer Maas, Five ‘Star Trek’ Shows Aren't Yet Peak Trek, Says Paramount Plus Exec, in Variety, 1º febbraio 2022. URL consultato il 18 gennaio 2025.
26. ↑  (EN) Peter White, Dominic Patten, Nellie Andreeva, ‘Starfleet Academy’ Series In Works As Paramount+ Looks To Further Expand ‘Star Trek’ Universe, in Deadline, 2 febbraio 2022. URL consultato il 18 gennaio 2025.
27. ↑  (EN) Laurie Ulster, Interview: Alex Kurtzman On ‘Section 31’, ‘Academy’ And Expanding His Star Trek Universe Beyond Television, su TrekMovie, 2 maggio 2022. URL consultato il 18 gennaio 2025.
28. ↑  (EN) Mick Joest, Star Trek: Prodigy’s Showrunners Share The Original Plan For Season 1’s Finale And Why It Didn’t Happen, su Cinemablend, 29 dicembre 2022. URL consultato il 18 gennaio 2025.
29. 1 2  (EN) Star Trek: Starfleet Academy Begins Production on Season 1, su Star Trek official, 26 agosto 2024. URL consultato il 18 gennaio 2025.
30. 1 2  (EN) Production Begins For ‘Star Trek: Starfleet Academy’, su TrekMovie, 26 agosto 2024. URL consultato il 18 gennaio 2025.
31. ↑  (EN) Ray Flook, Star Trek: Tawny Newsome Joins "Starfleet Academy" Writers' Room, su BleedingCool, 30 marzo 2023. URL consultato il 19 gennaio 2025.
32. 1 2  (EN) Laurie Ulster, Tawny Newsome Says ‘Starfleet Academy’ Will Appeal To Star Trek Fans Thanks To “Canon Cops” In Writers' Room, su TrekMovie, 22 novembre 2023. URL consultato il 19 gennaio 2025.
33. ↑  (EN) Jack Quaid And Tawny Newsome Talk Crossover, Tease ‘Star Trek: Lower Decks’ Season 4 & ‘Starfleet Academy’, su TrekMovie, 23 luglio 2023. URL consultato il 19 gennaio 2025.
34. 1 2  (EN) ‘Star Trek: Strange New Worlds’ Showrunner Confirms WGA Strike Has Delayed Season 3 Production Start, su TrekMovie, 25 maggio 2023. URL consultato il 19 gennaio 2025.
35. 1 2  (EN) Laurie Ulster, Alex Kurtzman Gives ‘Section 31’ And ‘Academy’ Updates, Teases “Exciting” New Star Trek Projects, su TrekMovie, 14 ottobre 2023. URL consultato il 19 gennaio 2025.
36. 1 2  (EN) Anthony Pascale, Interview: Alex Kurtzman On How ‘Section 31’ Embodies Star Trek Values, And The Future Of The Franchise, su TrekMovie, 22 gennaio 2025. URL consultato il 30 gennaio 2025.
37. 1 2 3  (EN) Robert Lloyd, 'Star Trek: Discovery' is over. Now Alex Kurtzman readies for 'Starfleet Academy' and 'Section 31', in Los Angeles Times, 30 maggio 2024. URL consultato il 19 gennaio 2025.
38. 1 2  (EN) Anthony Pascale, SDCC: ‘Starfleet Academy’ Will Be “New Format” For Star Trek With Holly Hunter As “Very Different” Captain, su TrekMovie, 31 luglio 2024. URL consultato il 19 gennaio 2025.
39. ↑  (EN) Nick Romano, 'Star Trek: Starfleet Academy' first look welcomes Holly Hunter, Paul Giamatti's alien (exclusive), su EW, 25 luglio 2025. URL consultato il 31 luglio 2025.
40. ↑  (EN) Anthony Pascale, ‘Star Trek: Starfleet Academy’ Showunners Talk 32nd Century Setting And How The Ship Is Part Of The School, su TrekMovie, 27 luglio 2025. URL consultato il 31 luglio 2025.
41. ↑  (EN) Christian Blauvelt, ‘Star Trek: Starfleet Academy’, a Likely ‘Discovery’ Spinoff with 32nd-Century Setting, Gets Paramount+ Series Order, su IndieWire, 30 marzo 2023. URL consultato il 21 gennaio 2025.
42. ↑  (EN) Jamie Lovett, Did Star Trek: Discovery Just Set Up a Starfleet Academy Spinoff?, su ComicBook, 12 dicembre 2021. URL consultato il 21 gennaio 2025.
43. ↑  (EN) Mark Donaldson, Six Best ‘Discovery’ Guest Stars In ‘Starfleet Academy’, su ScreenRant, 5 aprile 2023. URL consultato il 21 gennaio 2025.
44. 1 2  (EN) John Orquiola, "No One's Called" ‘Discovery’ Actor For Next Star Trek Series Appearance, su ScreenRant, 19 marzo 2024. URL consultato il 21 gennaio 2025.
45. ↑  (EN) Vanessa Armstrong, ‘Star Trek: Discovery’'s Doug Jones Hints Saru Might Make Appearance in ‘Starfleet Academy’, su Reactor, 28 marzo 2024. URL consultato il 21 gennaio 2025.
46. ↑  (EN) Laurie Ulster, Robert Picardo On How The Doctor Is “Deeper” In ‘Star Trek: Starfleet Academy’, su TrekMovie, 13 aprile 2025. URL consultato il 9 luglio 2025.
47. ↑  (EN) Fabio Fiori, Gersha Phillips: The Costumes of Star Trek: Section 31, su Blue Screen Reveals, 15 febbraio 2025. URL consultato il 31 luglio 2025.
48. ↑  (EN) Lesley Goldberg, Michelle Yeoh's ‘Section 31’ Is the Start of ‘Star Trek’ Phase 2 at Paramount+, in The Hollywood Reporter, 18 aprile 2023. URL consultato il 30 gennaio 2025.
49. ↑  (EN) The Star Trek Stage Announced at Pinewood Toronto Studios, su Star Trek official, 1º maggio 2024. URL consultato il 30 gennaio 2025.
50. ↑  (EN) Mark Bryson, New Star Trek series, Starfleet Academy, shooting in Waterloo, in Waterloo Region Record, 28 agosto 2024. URL consultato il 30 gennaio 2025.
51. ↑  (EN) Laurie Ulster, Jonathan Frakes Talks Directing And Tawny Newsome Talks Writing For ‘Star Trek: Starfleet Academy’, su TrekMovie, 13 novembre 2024. URL consultato il 30 gennaio 2025.
52. ↑  (EN) John Orquiola, Jonathan Frakes Interview: ‘Star Trek: Discovery’ Season 5, su ScreenRant, 23 maggio 2024. URL consultato il 30 gennaio 2025.
53. ↑  (EN) Production Wraps On First Season Of ‘Star Trek: Starfleet Academy’, su TrekMovie, 12 febbraio 2025. URL consultato il 15 febbraio 2025.
54. ↑  (EN) Star Trek: Starfleet Academy Season 2 Enters Pre‑Production with Toronto Shoot Set for Summer 2025, su Production List, 17 giugno 2025. URL consultato il 31 luglio 2025.
55. ↑  (EN) Jeff Russo to Score Paramount+'s ‘Star Trek: Starfleet Academy’, su Film Music Reporter, 2 dicembre 2024. URL consultato il 30 gennaio 2025.